# 博加尼·納尼·沃塔波尼國家公園
0°33′38″N 123°40′48″E / 0.56056°N 123.68000°E
博加尼·納尼·沃塔波尼國家公園是印尼的國家公園，位於蘇拉威西島，處於米納哈薩半島，成立於1991年，面積2,871平方公里，有125種鳥類、11種爬蟲類、24種哺乳類動物棲息。